# コスタ・アレグラ
コスタ・アレグラ（Costa Allegra）は、コスタ・クルーズが運航していたクルーズ客船である。

## 概要
1969年、スウェーデンのRederi AB Nordstjernanの発注により、フィンランドのバルチラトゥルク造船所でコンテナ船として建造され、Annie Johnsonとして就航した。
1986年、クルーズ客船への改造を前提としてRegency Cruisesに売却され、Regent Moonとなったが、係船された。 
1988年、Naviera Panalexandraに売却され、Alexandraとなったが、引き続き係船されたままだった。 
1990年、Costa Cruisesが取得、ジェノヴァのT. Mariotti造船所でクルーズ客船への改造を行い、1992年に就航した。
2012年2月27日、セイシェル諸島の南西約200海里を航行中、発電機の火災により航行不能となった。来援したタグボートにより、翌日から数日間かけてマヘ島へ曳航された。その後、スクラップとして売却され、Santa Cruiseと船名を変更し、コスタクルーズのシンボルである黄色の煙突も白く塗りつぶした上で、トルコのアリアガへ回航され、解体された。

## 船内
船体は8層構造で各デッキには印象派画家の名前が付けられていた。船体の中央は3層吹き抜けのアトリウムとなっており、船内で芸術作品を見ることができた。
- 399室の客室（スイート13室、バルコニー付客室10室）
- 3つのレストランと6つのバー
- ジャグジーと、子供用プールを含むプール2つ
- カラカラ・スパ: ウエルネス・センターとジム、サウナ
- ジョギングトラック（露天甲板）
- シアター、カジノ、ディスコ